# Мельтцер, Дональд
Дональд Мельтцер (англ. Donald Meltzer; 1922, Нью-Йорк, США — 2004) — американский и британский психоаналитик кляйнианского направления. 

## Биография
Родился в Нью-Йорке.
Образование получил в Йельском университете и медицинском колледже Альберта Эйнштейна в Нью-Йорке.
С 1954 года жил в Англии, был членом Британского психоаналитического общества до 1985 года. Проходил психоанализ у Мелани Кляйн, супервизии у Ханны Сигал и Эстер Бик. Тесно профессионально сотрудничал с Уильфредом Бионом и Роджером Мани-Керл.
Мельтцер одним из первых оценил и использовал идею «проективной идентификации», как инструмент для понимания ранних объектных отношений и психотических состояний; внес большой вклад в понимание и лечение аутизма; ввел понятие «эстетический конфликт».

## Основные работы
- «Психоаналитический процесс» (1967)
- «Сексуальные состояния души» (1973)
- «Исследование аутизма» (1975,)
- «Кляйнианское развитие» (1978)
- «Сновидческая жизнь» (1984)
- «Исследования в области расширенной метапсихологии» (1986)
- «Понимание красоты» (1988)
- «Клауструм» (1992)
- «Ясность и другие работы» (сборник статей) (1994)